# 2008年瓮安骚乱
瓮安骚乱是2008年6月28日下午发生在中國貴州省黔南布依族苗族自治州瓮安县的群体性事件。縣公安局、县政府和县委大楼受到当地群众冲击。事發緣由是一名中學女生非正常死亡和當地警方涉嫌不公正暴力執法引起群眾的不滿。

## 起因
6月22日凌晨0时27分，甕安縣公安局110指挥中心接到报警，称在西门河大堰桥处有人跳河。凌晨3时，16歲的中學女生李树芬在河中被其叔李秀忠等人撈起，急救人员证实李树芬已经死亡。报警的三名青年被警方带走。当日上午，死者父亲等人到瓮安县雍阳镇派出所询问案情，被告知已交到瓮安县公安局刑侦队负责。刑侦队告诉他们，李树芬系自己投水死亡，与当时在场另外三名青年无关，要求家属自行埋葬尸体。死者父亲等人不服，提出要进行法医鉴定。当晚，瓮安县公安局刑侦大队技术科的法医到现场作鉴定。由于怀疑李树芬并非自杀，她的家属用冰棺将尸体冷冻后停放在出事现场，同时从附近的居民点接来电线，还用竹竿和编织布搭起棚子遮盖冰棺。当时有六七十人围观。法医在做完常规检查後认定李树芬系溺水死亡。由于当时家属没有质疑是奸杀，法医并没有检查死者外阴。死者家属在签字后认为鉴定只是“拿着手电随便照了照”，过于随便，因此到黔南州公安局申请第二次复检。同时有傳言說女生可能是被兩名當地青年強姦後掐死並拋屍河中。
25日，黔南州公安局派来的法医进行了第二次尸检，按照死者家属委托书中的要求做了解剖并对死者死前有否中毒和性行为进行了检验取样。26日检验结果公布，称排除了服毒和强奸的可能性。但死者家属认为法医“取走了部分器官”，并且没有公布结果。这时往停尸处围观的人增多，有传言说元凶是甕安县委书记的侄女，另外两个参加行凶的男生和当地派出所所长有亲戚关系。又有传言说元凶是副县长的孩子，死者的“叔叔、爷爷、奶奶因上告被打住院抢救，妈妈被打得说话含糊，已失去理智，婶婶被剪去头发关押到派出所”。另外，死者的二叔甕安縣玉华乡中学教师李秀忠在离开公安局途经当地保险公司门前时，遭多名不明身份的人士打伤而入住医院（此前曾有李秀忠为公安局唆使的黑社會打至重傷，并于28日死于医院的传闻，但死亡一说已被李秀忠本人证伪）。女孩的同学前去问询，也被殴打。民众纷纷前去围观，有人辱骂警察，结果有三人被打，入住医院，引起民愤。
贵州省委副书记王富玉、副省长黄康生表示，瓮安事件暴露幹部與群眾关系长期积聚的矛盾，少数党政干部成为黑恶势力的“保护伞”，一些部门在化解当地水库移民搬迁、城镇改造拆迁、煤炭和磷矿等矿权纠纷、国企改制矛盾久拖不决，群众利益诉求难以得到及时、满意的答复，所以矛盾集中爆发。

## 經過
李树芬死后，死者家属与当时在场的三名青年之间因为赔偿问题一直未能达成一致。27日，瓮安县公安局公布《关于李树芬死亡一案的调查报告》，认为“李树芬跳河是因为其认为父母重男轻女，对自己的哥哥李树勇较好，对自己不好，而且还经常受到父母、哥哥的谩骂。”28日星期六早上，瓮安县公安局向李树芬家属传交《尸体处理催办通知书》，称李树芬系“自己跳河溺水死亡”，“死因已查明，李树芬尸体没有继续保存的必要”，要求家属下午2时前将尸体领回安葬，“否则，公安机关将依法处理。”这种做法使在场的人们十分不满。  
下午3时许，数十名在停尸处围观的人列队前往县政府请愿。两名约12岁学生模样的男孩举着书有“为人民群众申冤”的白色横幅走在前方。请愿队伍从大堰桥出发，行经环市东路，经邮电局门口转至人民广场，约15时30分到达县政府办公大楼。开始时队伍中的人并不多，但迅速增加。来到李树芬生前就读的瓮安三中时，有较多学生加入，队伍规模超过了200人，抵达县政府时，已达上千人的规模。县政府无人接待。下午4时左右，队伍转到旁边的县公安局大楼。两名民警在公安局门口拉起警戒线。不久，有警察抢走了学生手中的横幅。在场民众被激怒，于4时30分左右双方开始冲突。此时聚集的民众达到约2万人。
县政府办主任宋辉劝说学生离开，教育局局长张世德通知各校校长安排老师到现场疏散学生。这时已经有人冲入公安局大楼一楼进行破坏。有人向在场民警投掷矿泉水瓶和泥块（官方说法中包括砖头）及投掷燃烧瓶烧楼。18时许，有学生开始烧车，附近多辆警车被点燃。前来救火的消防队被夺去消防龙头，剪断消防水带，消防人员被迫撤离。
20时左右，人群因为“等不来一个领导说话”，而向县政府转移。23时左右，县政府大楼旁边的县委大楼被点燃，并因是木结构，最后全被烧毁。
騷亂驚動了中國中央政府。中共中央政治局常委周永康和公安部部长孟建柱做出批示：中共贵州省委成立了处置瓮安「6·28」事件工作组；甕安縣委縣政府成立應急指揮部；武警总部副参谋长薛国强从北京赶到瓮安指导处置工作。
29日凌晨，人群在劝说下（亦有说在武警出现后）开始散去。凌晨3时，群众全部散去，事态暂时平息。
29日上午6时起，人群又开始在县政府附近聚集，高峰时有6000余人。有人向执勤公安、武警投掷石块、砖头并试图冲破警戒线，局势一度紧张。下午19时，武警和公安开始强力清场，现场人群逐渐散去。政府部門大樓前重兵駐守；記者被禁止到現場采訪；縣內大致恢复平靜。29日，新華社發表簡單文章報道此事，稱「一些人煽动不明真相的群众冲击县公安局、县政府和县委大楼。随后，少数不法分子趁机打砸办公室，并点火焚烧多间办公室和一些车辆」，「至29日凌晨2时，围观人员缓慢散去，事态没有进一步扩大，瓮安县城秩序目前已基本恢复正常。」 6月30日上午，甕安縣電視臺反復播放「关于敦促犯罪嫌疑人主动投案自首」的通告，要求民众积极举报闹事分子，并公布举报熱線電話和電子郵箱。
事件引起網絡上多個論壇的熱烈討論，但是討論的帖子不久就被全部刪除。

## 后續
7月1日，中共貴州省委書記石宗源把騷亂定调為「一起单纯的民事案件酿成一起严重的打、砸、抢、烧群体性事件」，「被少数别有用心的人员煽动利用，黑恶势力直接插手，公然向我党委、政府挑衅」，「影响了全省稳定和贵州形象」。
死者家人指死者被姦杀，公安隐瞒真相，庇护高干子弟。而貴州省公安廳公布的死因調查結果是死者自殺溺水身亡，并聲稱已經進行了两次尸檢，結果都是一樣。官方的說法是：當晚死者李树芬與女友王娇、男友陈光权和刘言超外出游玩，步行到西门河边大堰桥处闲谈，死者曾表現出輕生念頭，但不久平復；男友陈光权离开后，刘言超在橋上做「俯臥撐」時，死者突然跳河自殺。瓮安县公安局副局长周国祥表示，李樹芬的叔叔是在保险公司门口被打，公安局正在调查此事件。黔南政法委书记罗毅否认「元凶是县委书记的亲侄女，另2个参加行凶的男生和派出所所长有亲戚关系」的说法，指与死者一起玩耍的陈某、刘某、王某的父母均在农村务农，而县委书记与其妻子并非本地人，在瓮安没有任何亲属。而“做俯卧撑”一词亦在一夜之间成为中国互联网的流行语。
根据中国官方媒体报道，7月2日，也就是騷亂發生后的第四天，贵州省成立的由贵州省公安厅刑侦总队主任法医师、溺水研究专家屈剑平、贵阳医学院法医教研室主任、司法鉴定中心主任王杰副教授、贵州省人民检察院高级工程师叶忠源、副主任法医师杨永刚组成的专家小组，在李树芬父亲、姨妈等的监视下，进行了第三次尸检取样，对死者遗体进行了仔细探查，并将有关提取物用无菌物证袋封存，于7月3日上午送往贵州省公安厅物证鉴定中心，作精斑及DNA检验。李树芬家属签署了检验记录，并在之后按照当地风俗将她的遗體入棺下葬。
7月10日，官方第三次尸检的调查结果公布。经过检验，未检出人的精斑及男性DNA分型，并认为李树芬仍为处女，生前未发生过性行为或受过性侵害。对遗体头部进行层层解剖的结果显示，死者脑组织没有出血和挫伤，颅底无骨折；颈部检查后没有发现勒、扼、压、掐等留下的痕迹，系统解剖检验中也未发现颅脑、颈部肌群、胸、腹等脏器损伤。死者胸腹体表皮肤完好，无钝器、锐器伤，也没有发现遭受暴力侵害时可能留下的搏斗伤和抵抗伤。 
尸检表明死者遗体其睑结膜见针尖样出血点；双侧颞骨岩部骨松质出血；心包膜、心耳针尖样出血点，具有典型溺水窒息尸体征象。同时，有典型的水性肺气肿（溺水死亡）征象：双肺膨隆肿胀，双肺前缘超过锁中线；鼻腔外见白色蕈状泡沫。
贵州省公安厅刑侦总队主任法医师、溺水研究专家屈剑平认为：“如果人是死后被投入水中，是不可能出现上述体征的，比如水性肺气肿、点状出血等等。”另外，病理学检验排除了病理性死亡和中毒死亡的可能性。鉴定结论为死者系溺水死亡。
事件发生后，截至7月3日，警方已抓获59名犯罪嫌疑人，其中22名被刑事拘留。涉及到流氓恶势力的有39人，19名涉案学生投案自首；甕安縣人民法院於同年11月6日開庭審理首宗相關事件，並於14日下午宣判涉案人張光靜有期徒刑16年、莫光付15年、肖春平7年、李秀龍5年、李慶安5年、柴吉方2年（緩刑2年）。

### 騷亂後縣委對縣城的建設
甕安縣委在事件後有所積極的治理縣城，先後成立甕安工業園區與農民工創業園，投資建設和改擴建重點學校與其他初中，對縣城居民拆遷執行「拆一補一，結構陳新不補差」政策──徵收農民土地補償標準從每平方米25元提高到43.09元；對失地農民的安置方式由原來只有貨幣安置，轉變為小城鎮安置、貨幣安置、劃地安置、社會保障安置等多種方式，讓百姓選擇；而被燒毁的縣政府大樓建築廢墟亦被縣委保留，沒有被拆，並在旁邊建立「警示教育館」。

## 影响
事件发生后，中共貴州省委決定對事件展開調查，並決定免去甕安縣常委羅來平，以及公安局長申貴榮的職務。7月4日，贵州省委和黔南州委对瓮安县党政主要负责人作出调整决定，县委书记王勤、县长王海平被免职。
貴州省委書記石宗源認為，事件背後的深層次原因，是在開礦、拆遷安置的時候，民眾的利益受侵犯，而一些幹部在處理這些問題的手法粗暴，並肆意動用警力加上地方黑惡勢力坐大，治安欠佳，產生民怨，使黑惡勢力能乘機煽動民眾衝擊政府。
而政府在处理李淑芬一案以及在对待示威群众时表现出的简单武断的处理方式激化了双方的矛盾。

### 專題報道
- 新浪網專題 （页面存档备份，存于）
- 搜狐网專題 （页面存档备份，存于）
- 鳳凰衛視貴州甕安事件專題 （页面存档备份，存于）